# Ma-cu

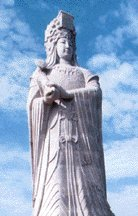
Socha bohyně Ma‑cu na ostrově Mej-čou

Ma-cu (zjednodušené znaky: 妈祖, tradiční znaky: 媽祖, pchin-jin: Māzǔ; význam: „matka předků“) je významnou bohyní moří v rámci čínské mytologie.
Legendární postava Ma-cu představuje zbožštělou podobu dívky Lin Mo, také nazývanou Lin Mo-niang, z provincie Fu-ťien, jíž život je datován mezi léty 960 až 987. Lin Mo se narodila jako obyčejné dítě, ale brzy začala projevovat neobyčejné schopnosti. Byla schopná zachránit tonoucí a předvídat bouře. Po své smrti byla povznesena na Nebesa a začala být uctívána jako ochránkyně námořníků, rybářů. Jako bohyně moří, jež ovládá pohyb oceánů a tajfunů.
Ma-cu je široce uctívána v pobřežních částech Čínské lidové republiky a v dalších přilehlých státech jihovýchodní Asie. Zejména tak na Tchaj-wanu má uctívání bohyně Ma-cu hlubokou tradici sahající až do 17. století. Představuje jednoho z nejdůležitějších bohů vůbec a často je brána za ochránkyni ostrova a obyvatel Tchaj-wanu.
Lidé, kteří se chystali na mořeplavbu, obvykle navštěvovali chrámy zasvěcené Ma-cu, aby si získali její přízeň a ochranu. Modlili se k ní, aby jim poskytla bezpečnou cestu a chránila je před nebezpečím na otevřeném moři. Ma-cu byla považována za vysoce důležitou bohyni pro čínské mořeplavce, a její důležitost (nejen) v rámci čínské kultury přetrvává.

## Názvy a jména
Bohyně je kromě jména Ma-cu, které nese význam „matka předků“ nebo „matka“, uctívána pod různými dalšími názvy:
- „Babička Ma-cu“ (妈祖婆, Ma-cu pcho)[3] – populární jméno ve Fu-ťienu
- „Nebeská manželka“ (天妃, Tchien-fej)[3] – oficiální název z roku 1281
- „Nebeská císařovna“ (天后, Tchien-chou)[4] – oficiální název z roku 1683, preferovaný zejména v kantonštině
- „Svatá nebeská matka“ (天上圣母, Tchien-šang šeng-mu)[5] – používáno především na Tchaj-wanu
- „Božská žena“ (神女, Šen-nü)[1] a mnoho dalších lokálních jmen

Ačkoli mnoho chrámů ctí její jména Nebeská císařovna a Nebeská manželka, stalo se zvykem, že se k ní pod těmito jmény v případě nouze nikdy nemodlí, protože se věřilo, že když Ma-cu uslyší jeden z formálních titulů, mohla by se cítit povinna se před přijetím prosby upravit a obléknout tak, jak se na její postavení sluší. Předpokládalo se, že modlitby, v nichž se osloví pod jménem Ma-cu, budou vyslyšeny rychleji.

## Legenda o Ma-cu
Jedna z nejznámějších legend o Ma-cu vypráví příběh záchrany jednoho (nebo několika) členů její rodiny, kteří se ocitli na moři během tajfunu. Tato legenda má několik variant. V jedné z nich se ženy doma obávaly, že Lin Jüan a jeho syn jsou ztraceni, když v tom Ma-cu upadla do transu u svého tkalcovského stavu. Její duchovní síla začala muže zachraňovat před utonutím, ale matka ji probudila, což způsobilo, že Ma-cu shodila bratra do moře. Otec se vrátil a vyprávěl o zázraku ostatním vesničanům. Tato verze příběhu se dochovala na nástěnných malbách ve Fu-ťienu. Jedna z dalších variant je, že její bratři byli zachráněni, ale otec se ztratil. Ma-cu pak strávila tři dny a noci hledáním jeho těla, než ho našla. Jiná verze je, že se všichni muži vrátili v pořádku. Podle jiné Ma-cu spala a pomáhala své rodině prostřednictvím snu, zatímco v další verzi byli členové posádky člunů její čtyři bratři. Tři z nich zachránila a zajistila jejich čluny, přičemž nejstarší se ztratil kvůli zásahu rodičů, kteří si spletli její trans se záchvatem a probudili ji.